# (38341) 1999 RB139
1999 RB139 (asteroide 38341) é um asteroide da cintura principal. Possui uma excentricidade de 0.15530160 e uma inclinação de 3.89478º.
Este asteroide foi descoberto no dia 9 de setembro de 1999 por LINEAR em Socorro.